# 觀塘道下通道
觀塘道下通道（英語：Kwun Tong Road Underpass），或作觀塘道隧道，位於觀塘區觀塘道觀塘站地底下的一條雙向隧道，於1979年10月1日通車，是為了避免來往觀塘道的車輛被觀塘站迴旋處拖慢車速，而造成擠塞而設。
因出口位置設於觀塘道與翠屏道交界處及劃線問題，東行車輛不可使用下通道前往翠屏道。

## 途經路線資料
| 论 编 | 香港7號幹線 |  |
| |             |  |
| 環保大道 – 將軍澳隧道公路 – 將軍澳隧道 – 將軍澳道 – 鯉魚門道 – 觀塘道（包括雅麗道天橋及觀塘道下通道） – 彩虹交匯處 – 龍翔道 – 呈祥道 |             |  |
| |             |  |